# 가미나다촌 (효고현)
가미나다촌(上灘村)은 효고현 쓰나군에 설치되었던 촌이다. 현재의 스모토시에 해당한다.

## 역사
- 1889년 4월 1일 - 정촌제 시행에 의해 쓰나군 가미나다촌이 성립하였다.
- 1947년 1월 20일 - 스모토시에 편입해, 동일 가미나다촌은 페지되었다.

## 참고문헌
- 가도카와 일본지명 대사전 28권 효고현